# Johnny Moore (Trompeter)
Johnny „Dizzy“ Moore (* 5. Oktober 1938 in Kingston als John Arlington Moore; † 16. August 2008 in Jamaika) war ein US-amerikanischer Trompeter jamaikanischer Abstammung. Er war Gründungsmitglied von The Skatalites und arbeitete mit zahlreichen Künstlern im Ska- und Reggae-Genre zusammen. Sein Trompetenspiel beeinflusste zahlreiche Musiker aus der Ska- und Reggae-Szene.

## Werdegang
Johnny Moore wurde als Sohn von Siebenten-Tags-Adventisten in Kingston geboren, die wenig von Unterhaltungsmusik hielten.
Das Trompetenspiel erlernte er mit zehn Jahren an der Alpha Boys’ School. Um auf der Schule, die eigentlich nur Problemkinder aufnahm, angenommen zu werden, begann er Streiche zu spielen und sich ungebührlich zu verhalten, bis seine Mutter überzeugt war, ihn dort einzuschreiben.
Seine Vorbilder waren Trompeter wie Miles Davis, Clifford Brown und Dizzy Gillespie, dem er auch seinen Spitznamen „Dizzy“ verdankt.
Auf der Schule lernte er seine späteren Bandkollegen und Ska-Pioniere Don Drummond und Lester Sterling sowie weitere Musikgrößen Jamaikas, wie Rico Rodriguez, kennen. Nachdem Moore 1955 seinen Abschluss gemacht hatte, spielte er zunächst in der Jamaica Military Band und bekam dort den Spitznamen Johnny Blow Blow verpasst. Sein Instrument nannte er „Annaloria“. Nach drei Jahren wurde er unehrenhaft aus der Armee entlassen, weil er lieber Charlie Parker und Dizzy Gillespie übte als Beethoven und Bach. Er schloss sich anschließend dem Mapletoft Poulle Orchestra an, musste dieses jedoch wegen seines Rastafari-Glaubens verlassen. Er schloss sich dann mehreren lokalen Bands an, bis er 1963 zusammen mit seinen ehemaligen Schulkameraden die Skatalites aus der Taufe hob. Von seinen Bandkollegen bekam er den Spitznamen Dizzy verpasst, der auf seinen „schwindelerregenden“ Solos beruhte. Er blieb bis zur Auflösung 1965, anlässlich der Inhaftierung von Don Drummond, Bestandteil der Gruppe und beteiligte sich auch an der Reunion 1983. Er war außerdem Mitglied der Nachfolgeband Tommy McCook & The Supersonics. In den 1960ern zog Moore nach New York City, kehrte aber in den 1980ern zurück nach Jamaika.
Neben seinem Engagement als Skatalites-Mitglied hatte er eine Solokarriere und beteiligte sich an zahlreichen Plattenaufnahmen und Tourneen für andere Bands wie Bob Marley & The Wailers, Bunny Wailer und Lee Perry. Er ist außerdem Gründungsmitglied von The Jamaican All Stars. Zudem gilt er als der gefragteste Musiker des Studio-One-Labels von Clement Dodd.
Bis zu seinem Tod im Jahr 2008 blieb er sowohl den Skatalites, als auch den Jamaican All Stars erhalten. Am 16. August verstarb er an einem Krebsleiden.

## Diskografie
- siehe The Skatalites#Diskografie